# Atlantic Coast Conference
La Atlantic Coast Conference (ACC) (español: Conferencia de la Costa Atlántica) es una conferencia de la División I de la NCAA. Fundada el 14 de junio de 1953, la ACC está formada por 18 universidades de 12 estados diferentes.

## Deportes
| Masculinos                  | Femeninos                   |
| --------------------------- | --------------------------- |
| Baloncesto                  | Baloncesto                  |
| Fútbol                      | Fútbol                      |
| Lacrosse                    | Lacrosse                    |
| Campo a través              | Campo a través              |
| Tenis                       | Tenis                       |
| Natación y saltos           | Natación y saltos           |
| Atletismo                   | Atletismo                   |
| Atletismo en pista cubierta | Atletismo en pista cubierta |
| Golf                        | Golf                        |
| Fútbol americano            | Remo                        |
| Béisbol                     | Sóftbol                     |
| Lucha                       | Hockey sobre césped         |
|                             | Voleibol                    |

## Miembros

### Miembros actuales
| Logo | Institución                                             | Localización                      | Equipo         | Tipo    | Año de unión |
| ---- | ------------------------------------------------------- | --------------------------------- | -------------- | ------- | ------------ |
|      | Boston College                                          | Boston, Massachusetts             | Eagles         | Privada | 2005         |
|      | Universidad Clemson                                     | Clemson, Carolina del Sur         | Tigers         | Pública | 1953         |
|      | Universidad Estatal de Florida                          | Tallahassee, Florida              | Seminoles      | Pública | 1991         |
|      | Universidad de Louisville                               | Louisville, Kentucky              | Cardinals      | Pública | 2014         |
|      | Universidad Estatal de Carolina del Norte               | Raleigh, Carolina del Norte       | Wolfpack       | Pública | 1953         |
|      | Universidad de Notre Dame                               | Notre Dame, Indiana               | Fighting Irish | Privada | 2013         |
|      | Universidad de Siracusa                                 | Syracuse, Nueva York              | Orange         | Privada | 2013         |
|      | Universidad de Wake Forest                              | Winston-Salem, Carolina del Norte | Demon Deacons  | Privada | 1953         |
|      | Universidad Duke                                        | Durham, Carolina del Norte        | Blue Devils    | Privada | 1953         |
|      | Instituto de Tecnología de Georgia                      | Atlanta, Georgia                  | Yellow Jackets | Pública | 1979         |
|      | Universidad de Miami                                    | Coral Gables, Florida             | Hurricanes     | Privada | 2004         |
|      | Universidad de Carolina del Norte en Chapel Hill        | Chapel Hill, Carolina del Norte   | Tar Heels      | Pública | 1953         |
|      | Universidad de Pittsburgh                               | Pittsburgh, Pensilvania           | Panthers       | Pública | 2013         |
|      | Universidad de Virginia                                 | Charlottesville, Virginia         | Cavaliers      | Pública | 1953         |
|      | Instituto Politécnico y Universidad Estatal de Virginia | Blacksburg, Virginia              | Hokies         | Pública | 2004         |
|      | Universidad Metodista del Sur                           | Dallas, Texas                     | Mustangs       | Privada | 2024         |
|      | Universidad de California en Berkeley                   | Berkeley, California              | Golden Bears   | Pública | 2024         |
|      | Universidad Stanford                                    | Stanford, California              | Cardinal       | Pública | 2024         |

### Antiguos miembros
| Institución                     | Localización               | Equipo    | Tipo    | Año de unión | Año de salida | Conferencia actual      |
| ------------------------------- | -------------------------- | --------- | ------- | ------------ | ------------- | ----------------------- |
| Universidad de Carolina del Sur | Columbia, Carolina del Sur | Gamecocks | Pública | 1953         | 1971          | Southeastern Conference |
| Universidad de Maryland         | College Park, Maryland     | Terrapins | Pública | 1953         | 2014          | Big Ten Conference      |

## Historia
Fundada en mayo de 1953 por 7 universidades de la Costa Este de los Estados Unidos, pasaron a ser 8 con la incorporación de Virginia en diciembre. Carolina del Sur dejó la conferencia en 1971 y Georgia Tech se integró en 1979. En 1991 se incorporó Florida State; en 2004, Miami y Virginia Tech; y en 2005 Boston College. En 2013 se inició la expansión a zonas más alejadas de la costa este, incorporando a Notre Dame, Pittsburgh y Syracuse. En 2014 se une Louisville, mientras que Maryland abandona la ACC; y en 2024 la expansión incluye los estados de Texas y California con la admisión de Stanford, California y SMU.

## Fútbol americano
Todos los miembros tienen equipo de fútbol americano y todos ellos compiten en la Football Bowl Subdivision (FBS), la máxima categoría del fútbol americano universitario

### Palmarés de conferencia en fútbol americano
| - 1953: Duke Blue Devils & Maryland Terrapins - 1954: Duke Blue Devils - 1955: Duke Blue Devils & Maryland Terrapins - 1956: Clemson Tigers - 1957: NC State Wolfpack - 1958: Clemson Tigers - 1959: Clemson Tigers - 1960: Duke Blue Devils - 1961: Duke Blue Devils - 1962: Duke Blue Devils - 1963: North Carolina Tar Heels & NC State Wolfpack - 1964: NC State Wolfpack - 1965: Clemson Tigers & NC State Wolfpack - 1966: Clemson Tigers - 1967: Clemson Tigers - 1968: NC State Wolfpack - 1969: South Carolina Gamecocks - 1970: Wake Forest Demon Deacons - 1971: North Carolina Tar Heels - 1972: North Carolina Tar Heels - 1973: NC State Wolfpack - 1974: Maryland Terrapins - 1975: Maryland Terrapins - 1976: Maryland Terrapins - 1977: North Carolina Tar Heels - 1978: Clemson Tigers - 1979: NC State Wolfpack - 1980: North Carolina Tar Heels - 1981: Clemson Tigers - 1982: Clemson Tigers - 1983: Maryland Terrapins - 1984: Maryland Terrapins - 1985: Maryland Terrapins - 1986: Clemson Tigers |  | - 1987: Clemson Tigers - 1988: Clemson Tigers - 1989: Duke Blue Devils & Virginia Cavaliers - 1990: Georgia Tech Yellow Jackets - 1991: Clemson Tigers - 1992: Florida State Seminoles - 1993: Florida State Seminoles - 1994: Florida State Seminoles - 1995: Florida State Seminoles & Virginia Cavaliers - 1996: Florida State Seminoles - 1997: Florida State Seminoles - 1998: Florida State Seminoles & Georgia Tech Yellow Jackets - 1999: Florida State Seminoles - 2000: Florida State Seminoles - 2001: Maryland Terrapins - 2002: Florida State Seminoles - 2003: Florida State Seminoles - 2004: Virginia Tech Hokies - 2005: Florida State Seminoles - 2006: Wake Forest Demon Deacons - 2007: Virginia Tech Hokies - 2008: Virginia Tech Hokies - 2009: Georgia Tech Yellow Jackets - 2010: Virginia Tech Hokies - 2011: Clemson Tigers - 2012: Florida State Seminoles - 2013: Florida State Seminoles - 2014: Florida State Seminoles - 2015: Clemson Tigers - 2016: Clemson Tigers - 2017: Clemson Tigers - 2018: Clemson Tigers - 2019: Clemson Tigers - 2020: Clemson Tigers |